# Доња Врела
Доња Врела је насељено мјесто у општини Брод, Република Српска, БиХ. Према прелиминарним подацима пописа становништва 2013. године, у насељу је живјело 122 становника.

## Историја
До 1990. године насеље је носило назив Врела Доња.

## Становништво
Према попису становништва из 1991. године, мјесто је имало 656 становника.
| Демографија (Врела)- | Демографија (Врела)- | Демографија (Врела)- |
| Година               | Становника           | Становника           |
| -------------------- | -------------------- | -------------------- |
| 1948.                | 2.207                |                      |
| 1953.                | 0                    |                      |
| 1961.                | 646                  |                      |
| 1971.                | 627                  |                      |
| 1981.                | 606                  |                      |
| 1991.                | 656                  |                      |
| 2013.                | 122                  |                      |